# دیدیه نوتو
دیدیه نوتو (انگلیسی: Didier Notheaux; ۴ فوریهٔ ۱۹۴۸ – ۱۸ اوت ۲۰۲۱) بازیکن فوتبال اهل فرانسه بود.
از باشگاه‌هایی که در آن بازی کرده‌است می‌توان به باشگاه فوتبال لانس و باشگاه فوتبال رن اشاره کرد.